# آلک سوث
آلک سوث (انگلیسی: Alec Soth؛ زادهٔ ۱۹۶۹ (۵۵–۵۶ سال)) عکاس اهل ایالات متحده آمریکا است.
وی همچنین برندهٔ جوایزی همچون کمک‌هزینه گوگنهایم شده‌است.